# Boeing 80
Boeing 80 là một trong những máy bay dân dụng đầu tiên của Hoa Kỳ. Đây là chiếc máy bay dân dụng được chế tạo với một mục đích nhất định đầu tiên cho công ty máy bay Boeing. Giống như mẫu tiền nhiệm là Model 40A, đây cũng là mẫu máy bay hai tầng cánh, nó có kích thước lớn hơn đáng kể so với Model 40A, với 3 động cơ, một buồng lái riêng cho 2 phi công, một cabin cho 12 hành khách. Một model lớn hơn có tên gọi là 80A, nó có thể chở tới 18 hành khách, nó thực hiện chuyến bay đầu tiên vào ngày 12 tháng 9-1929. 10 chiếc Model 80A được sử dụng để hoạt động trong công ty hàng không Boeing.
Dù có những phàn nàn của các phi công khi đã quen bay với buồng lái mở, kích thước của Model 80 yêu cầu một buồng lái riêng dành cho phi công. Model 80 chở hành khách trong một cabin rộng rãi sang trọng với bàn ghế bọc da, đèn đọc sách, thiết bị lọc không khí, và vòi nước nóng lạnh.
80A cũng đưa vào dịch vị tiếp viên, với Ellen Church là nữ tiếp viên đầu tiên.

## Các phiên bản
- Model 80 - phiên bản sản xuất ban đầu với động cơ Pratt & Whitney Wasp (4 chiếc)
- Model 80A - phiên bản cải tiến hình dạng khí động học và động cơ Pratt & Whitney Hornet (10 chiếc)
  - Model 80A-1 - phiên bản cải tiến; 10 chiếc Model 80A được chuyển thành phiên bản này
- Model 80B-1 - 1 chiếc Model 80A chế tạo với buồng lái mở. Sau này sửa đổi thành tiêu chuẩn Model 80A-1
- Model 226 - chiếc Model 80A chuyển đổi để trở thành máy bay riêng của công ty Standard Oil. Việc sửa đổi bề mặc đuôi sau này cũng được áp dụng trên mọi chiếc Model 80A (Model 80A-1)

## Specifications (Model 80A)

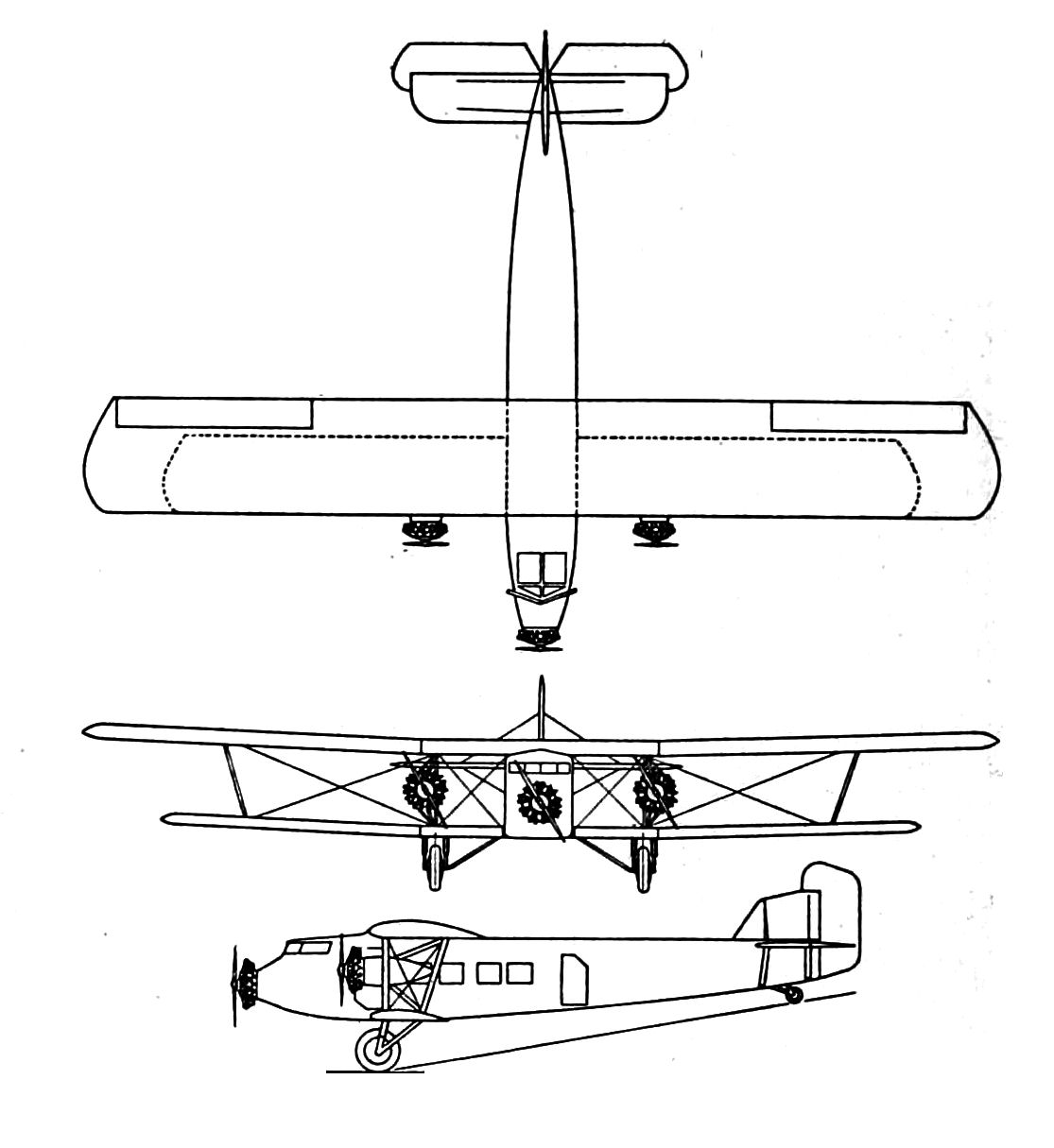
Boeing Model 80

## Thông số kỹ thuật (Model 80A)

### Đặc điểm riêng
- Tổ lái: 3
- Sức chứa: 18 hành khác
- Chiều dài: 56.5 ft (17.2 m)
- Sải cánh: 80 ft (24.4 m)
- Chiều cao: n/a
- Diện tích cánh: n/a
- Trọng lượng rỗng: n/a
- Trọng lượng cất cánh: n/a
- Trọng lượng cất cánh tối đa: 17,500 lb (7,937.9 kg)
- Động cơ: 3× Pratt & Whitney Hornet, 525 hp (392 kW) mỗi chiếc

### Hiệu suất bay
- Vận tốc cực đại: 138 mph (222.1 km/h)
- Vận tốc hành trình: 125 mph (201.2 km/h)
- Tầm bay: 460 mi (740.3 km)
- Trần bay: 14,000 ft (4,267.2 m)
- Vận tốc lên cao: n/a
- Lực nâng của cánh: n/a
- Lực đẩy/trọng lượng: n/a

### Máy bay có tính năng tương đương
- Fokker F.VIII
- Ford Trimotor
- Junkers Ju 52/3m